# Чебакуль (озеро)
Чеба́куль — озеро в Кунашакском районе Челябинской области России.
Площадь зеркальной поверхности озера — 17,9 км², площадь водосборного бассейна — 132 км², максимальная глубина — 5,2 м, средняя глубина — 3,4 м. Озеро бессточное, в половодье в него поступают воды из расположенного к западу озера Калды. На юге соединено каналом с озером Каракульмяк.
11 июля 1949 года в озеро Чебакуль упал осколок метеорита, позднее названный «Кунашак». Некоторые СМИ путают данное озеро с озером Чебаркуль, которое находится в 100 км юго-западнее и в которое 15 февраля 2013 года упал осколок метеорита «Челябинск».

## Населённые пункты
Озеро расположено на территории Саринского сельского поселения, в 5 км к юго-западу от села Кунашак. На северо-западном берегу озера расположена одноимённая деревня Чебакуль, а на южном — деревня Каракульмяк.

## Описание
Образование котловины озера связано с древними тектоническими процессами. Позднее под воздействием эрозии котловина озера была частично заполнена осадочными породами. Оно ценится своими бальнеологическими свойствами. Имеет рекреационное, оздоровительное и научно-познавательное значение.
Оно почти со всех сторон окружено берёзовыми лесами, берега у озера открытые и пологие, в западной части — заросшие тростником, и заболоченные. На средине озера есть небольшой каменистый остров. Вблизи береговой линии дно песчаное (местами встречаются каменистые участки), удобное для купания. Вдали от береговой линии оно покрыто иловыми отложениями, которые обладают целебными свойствами.
Вода в озере чистая, отличается повышенной щелочностью, обладает целебными качествами. По преобладающим ионам она относится к хлоридному классу. Вода в озере солёная — сумма ионов около 5 г/литр.

### Ихтиофауна
В озере встречаются: золотой карась или обыкновенный карась, сазан, обыкновенный карп, пелядь, обыкновенный сиг, обыкновенная щука, обыкновенный ёрш, речной окунь, плотва. Помимо этого озеро служит рыбопитомником для выращивания акклиматизированной пеляди. Помимо пеляди основными промысловыми видами рыб здесь являются карп и плотва.

## Памятник природы
В 23 октября 1989 года озеро было отнесено к памятникам природы регионального значения. Общая площадь особо охраняемой природной территории 18,4 км².